# مايكل بارون
مايكل بارون (بالإنجليزية: Michael Barone (pundit)) (و. 1944 – م) هو صحفي من الولايات المتحدة الأمريكية . ولد في هايلاند بارك .

## التعليم
تعلم في جامعة هارفارد، وكلية ييل للحقوق

## مناصب وهيئات
أدار The Washington Examiner، وAmerican Enterprise Institute، وفوكس نيوز.

## روابط خارجية
- مايكل بارون على موقع IMDb (الإنجليزية)
- مايكل بارون على موقع إن إن دي بي (الإنجليزية)
- مايكل بارون على موقع قاعدة بيانات الفيلم (الإنجليزية)